# Stijn Smulders
Stijn Smulders (ur. 7 sierpnia 1979 w Berchem) – belgijski wioślarz, reprezentant Belgii w wioślarskiej czwórce podwójnej podczas Letnich Igrzysk Olimpijskich w Sydney.

## Osiągnięcia
- Mistrzostwa Świata – Kolonia 1998 – czwórka podwójna – 11. miejsce[1].
- Mistrzostwa Świata – St. Catharines 1999 – czwórka podwójna – 10. miejsce[1].
- Igrzyska Olimpijskie – Sydney 2000 – czwórka podwójna – 9. miejsce[1].
- Mistrzostwa Świata – Lucerna 2001 – dwójka podwójna – brak[1][2].
- Mistrzostwa Świata – Sewilla 2002 – dwójka podwójna – 15. miejsce[1].
- Mistrzostwa Świata – Gifu 2005 – dwójka podwójna – 6. miejsce[1].
- Mistrzostwa Świata – Eton 2006 – dwójka podwójna – 6. miejsce[1].
- Mistrzostwa Świata – Monachium 2007 – dwójka podwójna – 11. miejsce[1].